# 2011年艾雷諾–皮埃蒙特龍捲風
2011年艾雷諾–皮埃蒙特龍捲風（2011 El Reno–Piedmont tornado）發生於2011年5月24日傍晚，一場巨大、長距離且強度極高的EF5級龍捲風襲擊了美國俄克拉荷馬州艾雷諾、皮埃蒙特和格思里社區附近或內部地區，造成9人死亡，181人受傷。
龍捲風在超過60英里（97 公里）路徑上的多個地點造成了令人難以置信的破壞，其強度被定為改良藤田級數EF5級，峰值風速為210英里/小時（340公里/小時），但移動多普勒雷達發現龍捲風的實際風速高達295英里/小時（475公里/小時）。這次龍捲風是自1999年5月3日一場 F5級龍捲風襲擊俄克拉荷馬城大都會區及其周邊地區以來，俄克拉荷馬州遭遇的首次F5/EF5級龍捲風。

## 外部連結
- National Weather Service, Norman, OK - The May 24, 2011 Tornado Outbreak in Oklahoma
- NOAA Damage Assessment Toolkit